# Devon (porrskådespelare)
Devon (även Devin eller Devin Striker), född 28 mars 1977 i New Jersey, är en amerikansk porrskådespelare.
Devon slog igenom 1998 med filmen New Breed. Kort därefter fick hon ett exklusivt kontrakt med Vivid Entertainment. I januari 2002 mottog hon priset Best Interactive DVD för videon Virtual Sex With Devon (Digital Playground), som också senare belönades med Best Interactive DVD från Empire och AFW. 2005 gjorde hon sin första analsexscen i filmen Intoxicated.